# Медведево (Перцевське сільське поселення)
Медве́дево (рос. Медведево) — присілок у складі Грязовецького району Вологодської області, Росія. Входить до складу Перцевського сільського поселення.

## Населення
Населення — 7 осіб (2010; 2 у 2002).
Національний склад (станом на 2002 рік):
- росіяни — 100 %